# Madison Brengle
Madison Brengle, née le 3 avril 1990 à Dover (Delaware), est une joueuse de tennis américaine, professionnelle depuis 2007.
Elle possède dix-neuf titres en simple et sept en double sur le circuit ITF.

## Biographie
À l'US Open en 2014, elle remporte son premier tour face à Julia Glushko, pour la première fois de sa carrière.
En 2015 aux Internationaux d'Hobart, alors issue des qualifications, elle atteint la première finale WTA de sa carrière, où elle est battue par Heather Watson.

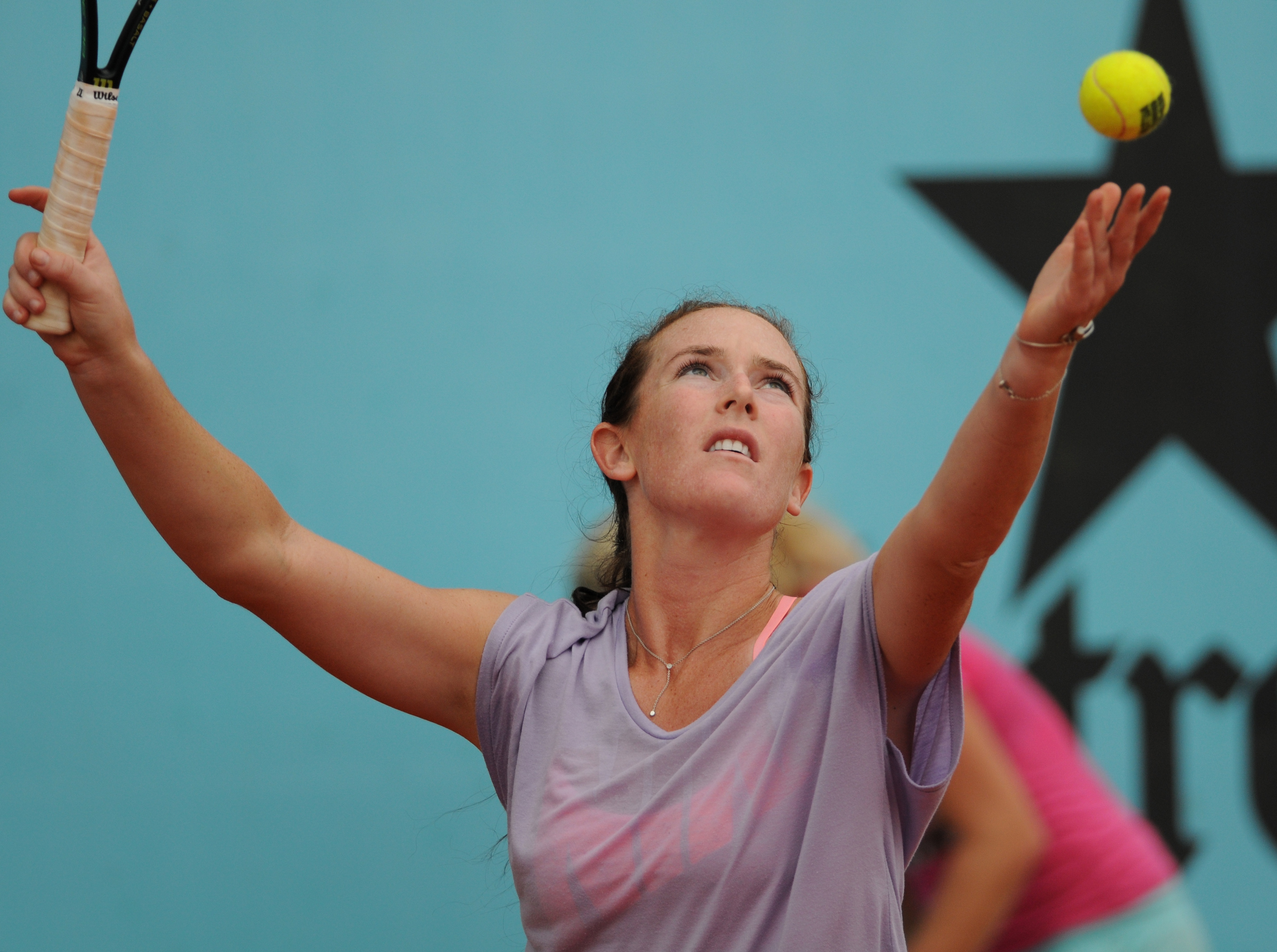
Madison Brengle en 2015

Le 3 février 2020, elle remporte son premier titre en simple en WTA 125 lors du Tournoi de Newport Beach en battant la Suissesse Stefanie Vögele en trois sets (6-1, 3-6, 6-2).

## Palmarès

### Titre en simple dames
Aucun

### Finale en simple dames
| No | Date       | Nom et lieu du tournoi       | Catégorie | Dotation  | Surface    | Vainqueure     | Score    |          |
| -- | ---------- | ---------------------------- | --------- | --------- | ---------- | -------------- | -------- | -------- |
| 1  | 11-01-2015 | Hobart International, Hobart | Intern'l  | 250 000 $ | Dur (ext.) | Heather Watson | 6-3, 6-4 | Parcours |

### Titres en simple en WTA 125
| No | Date       | Nom et lieu du tournoi                  | Catégorie | Dotation  | Surface    | Finaliste       | Score         |          |
| -- | ---------- | --------------------------------------- | --------- | --------- | ---------- | --------------- | ------------- | -------- |
| 1  | 27-01-2020 | Oracle Challenger Series, Newport Beach | WTA 125   | 150 000 $ | Dur (ext.) | Stefanie Vögele | 6-1, 3-6, 6-2 | Parcours |
| 2  | 01-11-2021 | Dow Tennis Classic, Midland             | WTA 125   | 115 000 $ | Dur (int.) | Robin Anderson  | 6-2, 6-4      | Parcours |

### Titre en double en WTA 125
| No | Date       | Nom et lieu du tournoi           | Catégorie | Dotation  | Surface      | Partenaire | Finalistes                             | Score    |          |
| -- | ---------- | -------------------------------- | --------- | --------- | ------------ | ---------- | -------------------------------------- | -------- | -------- |
| 1  | 13-06-2022 | Veneto Open Internazionali Gaiba | WTA 125   | 115 000 $ | Gazon (ext.) | Claire Liu | Vitalia Diatchenko Oksana Kalashnikova | 6-4, 6-3 | Parcours |

## Parcours en Grand Chelem

### En simple dames
| Année | Open d'Australie | Open d'Australie       | Internationaux de France | Internationaux de France | Wimbledon       | Wimbledon             | US Open         | US Open              |
| ----- | ---------------- | ---------------------- | ------------------------ | ------------------------ | --------------- | --------------------- | --------------- | -------------------- |
| 2005  | —                | —                      | —                        | —                        | —               | —                     | Q1              | Viktoriya Kutuzova   |
| 2006  | —                | —                      | —                        | —                        | —               | —                     | Q2              | Yuliya Beygelzimer   |
| 2007  | 1er tour (1/64)  | Patty Schnyder         | Q2                       | Hsieh Su-wei             | —               | —                     | 1er tour (1/64) | Bethanie Mattek      |
| 2008  | 1er tour (1/64)  | Tatiana Perebiynis     | 1er tour (1/64)          | Bethanie Mattek          | —               | —                     | Q2              | Hsieh Su-wei         |
| 2009  | Q2               | Sesil Karatantcheva    | Q1                       | Olga Savchuk             | Q3              | Tatjana Malek         | Q1              | Camille Pin          |
| 2010  | Q1               | Nuria Llagostera Vives | Q2                       | Simona Halep             | Q2              | Gréta Arn             | Q1              | Claire de Gubernatis |
| 2011  | Q1               | Petra Martić           | Q1                       | Sophie Ferguson          | Q1              | Misaki Doi            | Q1              | Tatjana Malek        |
| 2012  | Q2               | Caroline Garcia        | Q2                       | Elena Bogdan             | Q1              | Sesil Karatantcheva   | Q1              | Madison Keys         |
| 2013  | Q1               | Tatjana Malek          | Q1                       | Alizé Lim                | Q1              | Timea Bacsinszky      | Q3              | Duan Ying-Ying       |
| 2014  | Q3               | Irina-Camelia Begu     | Q1                       | Paula Kania              | Q3              | Tereza Smitková       | 2e tour (1/32)  | Sabine Lisicki       |
| 2015  | 1/8 de finale    | Madison Keys           | 1er tour (1/64)          | Samantha Stosur          | 1er tour (1/64) | Venus Williams        | 3e tour (1/16)  | Anett Kontaveit      |
| 2016  | 3e tour (1/16)   | Angelique Kerber       | 1er tour (1/64)          | Elena Vesnina            | 1er tour (1/64) | Kurumi Nara           | 1er tour (1/64) | Kayla Day            |
| 2017  | 1er tour (1/64)  | Alison Riske           | 2e tour (1/32)           | Timea Bacsinszky         | 3e tour (1/16)  | Caroline Garcia       | 1er tour (1/64) | Kirsten Flipkens     |
| 2018  | 1er tour (1/64)  | Johanna Konta          | 1er tour (1/64)          | Anett Kontaveit          | 2e tour (1/32)  | Camila Giorgi         | 1er tour (1/64) | Sofia Kenin          |
| 2019  | 2e tour (1/32)   | Karolína Plíšková      | 1er tour (1/64)          | Karolína Plíšková        | 2e tour (1/32)  | Karolína Muchová      | 1er tour (1/64) | Yulia Putintseva     |
| 2020  | 1er tour (1/64)  | Caroline Garcia        | 1er tour (1/64)          | Jeļena Ostapenko         | Annulé          | Annulé                | 3e tour (1/16)  | Shelby Rogers        |
| 2021  | 2e tour (1/32)   | Jennifer Brady         | 2e tour (1/32)           | Tamara Zidanšek          | 3e tour (1/16)  | Viktorija Golubic     | 1er tour (1/64) | Shelby Rogers        |
| 2022  | 2e tour (1/32)   | Naomi Osaka            | 2e tour (1/32)           | Aryna Sabalenka          | 1er tour (1/64) | Lauren Davis          | 1er tour (1/64) | Ons Jabeur           |
| 2023  | 1er tour (1/64)  | Claire Liu             | 1er tour (1/64)          | Mayar Sherif             | 2e tour (1/32)  | Ekaterina Alexandrova | 1er tour (1/64) | Linda Nosková        |
|       |                  |                        |                          |                          |                 |                       |                 |                      |
| 2025  | —                | —                      | —                        | —                        | —               | —                     | Q1              | Varvara Gracheva     |

N.B. : à droite du résultat se trouve le nom de l'ultime adversaire.

### En double dames
| Année | Open d'Australie                                                                  | Open d'Australie                                                                          | Internationaux de France                                                           | Internationaux de France                                                              | Wimbledon                                                                     | Wimbledon                                                                           | US Open                                                                   | US Open |
| ----- | --------------------------------------------------------------------------------- | ----------------------------------------------------------------------------------------- | ---------------------------------------------------------------------------------- | ------------------------------------------------------------------------------------- | ----------------------------------------------------------------------------- | ----------------------------------------------------------------------------------- | ------------------------------------------------------------------------- | ------- |
| 2007  | —                                                                                 | —                                                                                         | —                                                                                  | —                                                                                     | —                                                                             | —                                                                                   | 1er tour (1/32) Weinhold \|\| style="text-align:left;" \| Foretz Shvedova |         |
|       |                                                                                   |                                                                                           |                                                                                    |                                                                                       |                                                                               |                                                                                     |                                                                           |         |
| 2015  | —                                                                                 | —                                                                                         | 2e tour (1/16) Maria \|\| style="text-align:left;" \| Hsieh Pennetta               | 1er tour (1/32) Maria \|\| style="text-align:left;" \| Grönefeld Vandeweghe           | 1er tour (1/32) Maria \|\| style="text-align:left;" \| Bouchard Vesnina       |                                                                                     |                                                                           |         |
| 2016  | 1er tour (1/32) Maria \|\| style="text-align:left;" \| Kasatkina Kovinić          | 3e tour (1/8) Maria \|\| style="text-align:left;" \| Chan Chan Y-j.                       | 2e tour (1/16) Maria \|\| style="text-align:left;" \| Raquel Atawo Spears          | 1er tour (1/32) Maria \|\| style="text-align:left;" \| Golubic Melichar               |                                                                               |                                                                                     |                                                                           |         |
| 2017  | 1er tour (1/32) Rodionova \|\| style="text-align:left;" \| Huber Sanchez          | 2e tour (1/16) Smith \|\| style="text-align:left;" \| Dabrowski Xu                        | —                                                                                  | —                                                                                     | 1er tour (1/32) Lepchenko \|\| style="text-align:left;" \| Arruabarrena Parra |                                                                                     |                                                                           |         |
| 2018  | 2e tour (1/16) Puig \|\| style="text-align:left;" \| Melichar Peschke             | —                                                                                         | —                                                                                  | —                                                                                     | —                                                                             | —                                                                                   | —                                                                         |         |
| 2019  | —                                                                                 | —                                                                                         | —                                                                                  | —                                                                                     | 1er tour (1/32) Routliffe \|\| style="text-align:left;" \| Han Kalashnikova   | 1er tour (1/32) Shibahara \|\| style="text-align:left;" \| Alexandrova Kalashnikova |                                                                           |         |
| 2020  | —                                                                                 | —                                                                                         | 1er tour (1/32) Y. Sizikova \|\| style="text-align:left;" \| A. Mitu P.M. Țig      | Annulé                                                                                | Annulé                                                                        | —                                                                                   | —                                                                         |         |
| 2021  | 1er tour (1/32) L. Davis \|\| style="text-align:left;" \| V. Lapko M. Vondroušová | 1er tour (1/32) D. Collins \|\| style="text-align:left;" \| D. Jurak A. Klepač            | 1er tour (1/32) Zhu L. \|\| style="text-align:left;" \| A. Blinkova A.L. Friedsam  | 1er tour (1/32) C. Liu \|\| style="text-align:left;" \| S. Aoyama E. Shibahara        |                                                                               |                                                                                     |                                                                           |         |
| 2022  | 1er tour (1/32) T. Maria \|\| style="text-align:left;" \| M. Adamczak Han X.      | 1er tour (1/32) Ar. Rodionova \|\| style="text-align:left;" \| S. Murray Sharan H. Watson | 1er tour (1/32) L. Davis \|\| style="text-align:left;" \| M. Kostyuk T. Martincová | 1er tour (1/32) C. Liu \|\| style="text-align:left;" \| N. Melichar-Martinez E. Perez |                                                                               |                                                                                     |                                                                           |         |
| 2023  | 1er tour (1/32) R. Marino \|\| style="text-align:left;" \| B. Bencic J. Teichmann | —                                                                                         | —                                                                                  | —                                                                                     | —                                                                             | —                                                                                   | —                                                                         |         |

N.B. : le nom de la partenaire se trouve sous le résultat ; les noms des ultimes adversaires se trouvent à droite.

### En double mixte
| Année | Open d'Australie | Open d'Australie | Internationaux de France | Internationaux de France | Wimbledon                                                               | Wimbledon | US Open | US Open |
| ----- | ---------------- | ---------------- | ------------------------ | ------------------------ | ----------------------------------------------------------------------- | --------- | ------- | ------- |
| 2015  | —                | —                | —                        | —                        | 2e tour (1/16) Monroe \|\| style="text-align:left;" \| B. Mattek Bryan  | —         | —       |         |
| 2016  | —                | —                | —                        | —                        | 1er tour (1/32) Brown \|\| style="text-align:left;" \| Ostapenko Marach | —         | —       |         |

N.B. : le nom du partenaire se trouve sous le résultat ; les noms des ultimes adversaires se trouvent à droite.

## Parcours en «Premier» et WTA 1000
Les tournois WTA « Premier Mandatory » et « Premier 5 » (entre 2009 et 2020) et WTA 1000 (à partir de 2021) constituent les catégories d'épreuves les plus prestigieuses, après les quatre levées du Grand Chelem. 

De 2009 à 2023, les tournois Premier Mandatory (dits tournois WTA 1000 obligatoires entre 2021 et 2023) regroupent Indian Wells, Miami, Madrid et Pékin, les autres constituant les tournois Premier 5 (tournois WTA 1000 non-obligatoires). À partir de 2024, le nombre de tournois WTA 1000 passe à 10 par saison (fin de l’alternance Doha / Dubaï), ces derniers devenant tous obligatoires et offrant tous 1000 points à la vainqueure (contre 900 points précédemment pour les tournois Premier 5).

### En simple dames
| Année |       |                           |                           |                                |                              |                             |                         |                          |                             |                           |  |                              |
| Doha  | Dubaï | Indian Wells              | Miami                     | Madrid                         | Rome                         | Canada                      | Cincinnati              | Pékin                    |                             | Tokyo                     |  |                              |
| Doha  | Dubaï | Indian Wells              | Miami                     | Madrid                         | Rome                         | Canada                      | Cincinnati              | Pékin                    | Wuhan                       |                           |  |                              |
| Doha  | Dubaï | Indian Wells              | Miami                     | Madrid                         | Rome                         | Canada                      | Cincinnati              | Pékin                    | Guadalajara                 |                           |  |                              |
| 2008  |       |                           |                           | 1er tour (1/64) A. Rolle       |                              |                             |                         |                          |                             |                           |  |                              |
|       |       |                           |                           |                                |                              |                             |                         |                          |                             |                           |  |                              |
| 2015  |       | WTA 500                   |                           | 2e tour (1/32) F. Pennetta     | 2e tour (1/32) C. Wozniacki  | 1er tour (1/32) S. Williams | 1er tour (1/32) M. Keys | 2e tour (1/16) S. Errani | 1er tour (1/32) J. Janković | 1er tour (1/32) B. Bencic |  | 2e tour (1/16) A. Ivanović   |
| 2016  |       | 1er tour (1/32) T. Babos  | WTA 500                   | 2e tour (1/32) J. Konta        | 3e tour (1/16) A. Radwańska  |                             |                         | 2e tour (1/16) M. Keys   |                             | 1er tour (1/32) Wang Y.   |  | 2e tour (1/16) S. Kuznetsova |
| 2017  |       | WTA 500                   | 1er tour (1/32) M. Doi    | 2e tour (1/32) R. Vinci        | 2e tour (1/32) Ka. Plíšková  |                             |                         |                          |                             | 1er tour (1/32) J. Görges |  |                              |
| 2018  |       |                           | WTA 500                   | 1er tour (1/64) M. Vondroušová | 1er tour (1/64) A. Sabalenka |                             |                         |                          |                             |                           |  |                              |
| 2019  |       | WTA 500                   |                           | 2e tour (1/32) A. Sevastova    |                              |                             |                         |                          |                             |                           |  |                              |
|       |       |                           |                           |                                |                              |                             |                         |                          |                             |                           |  |                              |
| 2021  |       | WTA 500                   |                           | 1er tour (1/64) Hsieh S-w.     | 1er tour (1/64) S. Rogers    |                             |                         |                          |                             | Annulé                    |  | Annulé                       |
| 2022  |       | 3e tour (1/8) G. Muguruza | WTA 500                   | 1er tour (1/64) A. Li          |                              |                             | 2e tour (1/16) C. Gauff | 1er tour (1/32) C. Gauff |                             | Hors calendrier           |  |                              |
| 2023  |       | WTA 500                   | 1er tour (1/32) S. Rogers | 2e tour (1/32) M. Trevisan     | 2e tour (1/32) D. Vekić      |                             |                         |                          |                             |                           |  |                              |

Sous le résultat, l’ultime adversaire.
1. 1 2   Les tournois de Doha et Dubaï alternent le statut de tournoi WTA 1000 (ex Premier 5) entre 2009 et 2023 : les trois premières éditions ont lieu à Dubaï, les trois suivantes à Doha, puis Dubaï accueille le tournoi de cette catégorie les années impaires et Dubaï les années paires. De 2011 à 2023, la ville qui n’accueille pas de WTA 1000 organise à la place un tournoi WTA 500 (ex Premier).
2. 1 2 3 4 5 6 7 8   L’ordre de déroulement des tournois a évolué depuis 2009 : Rome se dispute avant Madrid et Cincinnati avant Montréal/Toronto jusqu’en 2010, tandis que Tokyo (2009-2013)-Wuhan (2014-2019, 2024-)-Guadalajara (2022-2023) ont lieu avant Pékin jusqu’en 2023.
3. 1 2  Du fait de la pandémie de Covid-19, les tournois d’Indian Wells, de Miami, de Madrid, du Canada, de Wuhan et de Pékin sont annulés en 2020. Ces deux derniers le sont également en 2021. Pour des raisons d’organisation, le tournoi de Cincinnati 2020 a exceptionnellement lieu à Flushing Meadows à New York.
4. ↑  Le 1er décembre 2021, le président de la WTA, Steve Simon, annonce que tous les tournois prévus en Chine et à Hong Kong sont suspendus à partir de 2022, en raison de préoccupations concernant la sécurité et le bien-être de la joueuse de tennis chinoise Peng Shuai après ses allégations de relations sexuelles non-consenties avec Zhang Gaoli, membre de haut rang du Parti communiste chinois. Le tournoi de Pékin revient en 2023. Le tournoi de Guadalajara remplace celui de Wuhan pendant deux ans, ce dernier réapparaissant en 2024.

## Classements WTA en fin de saison
| Année          | 2005 | 2006 | 2007 | 2008 | 2009 | 2010 | 2011 | 2012 | 2013 | 2014 | 2015 | 2016 | 2017 | 2018 | 2019 | 2020 | 2021 | 2022 | 2023 |
| Rang en simple | 777  | 508  | 240  | 225  | 155  | 189  | 192  | 190  | 153  | 94   | 40   | 74   | 82   | 90   | 94   | 81   | 58   | 57   | 149  |
| Rang en double | –    | 963  | 481  | 239  | 325  | 282  | 462  | 251  | 263  | 347  | 197  | 112  | 175  | 222  | 237  | 253  | 379  | 259  | 734  |

Source : (en) Classements de Madison Brengle sur le site officiel de la Fédération internationale de tennis